# Paola Barrientos
Paola Barrientos (San Fernando, provincia de Buenos Aires; 23 de febrero de 1975) es una actriz argentina de cine, teatro y televisión.

## Carrera
Actuó en varias obras de teatro y realizó varias participaciones en televisión, hasta que alcanzó popularidad al protagonizar varios comerciales del Banco Galicia junto al actor Gonzalo Suárez, interpretando a la famosa pareja Claudia-Marcos.
Entre 2010 y 2011, Barrientos actúa en la ficción Contra las cuerdas, y en 2012 integra el elenco de la telecomedia de Underground Graduados, protagonizada por Nancy Dupláa y Daniel Hendler. Por su papel de Victoria Lauría obtiene el premio Martín Fierro a la mejor actriz de reparto en comedia.
En 2014 obtiene su primer protagónico en la comedia Viudas e hijos del Rock & Roll junto a Damian De Santo y con producción de Underground en Telefe.

## Filmografía

### Televisión
| Televisión  | Televisión                     | Televisión                          | Televisión                                 | Televisión                  |
| Año         | Título                         | Personaje                           | Notas                                      | Canal                       |
| ----------- | ------------------------------ | ----------------------------------- | ------------------------------------------ | --------------------------- |
| 2000        | Chabonas                       | Varios personajes                   | Actuación en sketches                      | América TV                  |
| 2004        | La niñera                      | Mirta                               | Episodio: "La vieja Greta"                 | Telefe                      |
| 2004        | La niñera                      | Mamá extranjera                     | Episodio: "Hijos nuestros, hijos nuestros" | Telefe                      |
| 2005        | Casados con hijos              | Amiga de Moni                       | Participación especial                     | Telefe                      |
| 2005        | Casados con hijos              | Dolores Parreiro                    | Participación especial                     | Telefe                      |
| 2006        | Hechizada                      | Dorotea                             | Participación especial                     | Telefe                      |
| 2007        | Lalola                         | Beatriz                             | Participación especial                     | America TV                  |
| 2010        | Para vestir santos             | Carolina                            | Participación especial                     | El trece                    |
| 2010 - 2011 | Contra las cuerdas             | Romina                              | Elenco secundario                          | TV Pública                  |
| 2012        | Graduados                      | Victoria "Vicky" Lauria             | Elenco protagónico                         | Telefe                      |
| 2012        | El hombre de tu vida           | Nora                                | Episodio: 2, 2.ª temporada                 | Telefe                      |
| 2013        | Historias de corazón           | Sofía                               | Episodio: "La mujer deseada"               | Telefe                      |
| 2014 - 2015 | Viudas e hijos del Rock & Roll | Miranda Bettini Solini de Arostegui | Protagonista                               | Telefe                      |
| 2016        | Jostel                         | Astrid Hostales                     | Protagonista                               | TV Pública                  |
| 2016        | Educando a Nina                | Victoria "Vicky" Lauria             | Participación especial                     | Telefe                      |
| 2016        | Según Roxi                     | Andrea Rodríguez                    | Participación especial                     | TV Pública                  |
| 2018        | Cien días para enamorarse      | Bettina Díaz                        | Participación especial                     | Telefe                      |
| 2019        | El jardín de bronce            | Andrea Rodríguez                    | Elenco protagónico, 2.ª temporada          | HBO                         |
| 2019        | Otros pecados                  | Constanza                           | Episodio 3: "La caldera"                   | El trece                    |
| 2021        | Pequeñas Victorias             | Zymmer                              | Recurrente                                 | Amazon Prime Video / Telefe |
| 2021        | Días de gallos                 | Raquel                              | Elenco secundario                          | HBO Max                     |
| 2023-2024   | El método                      | Clara Nemesio                       | Protagonista                               | Tec TV                      |
| 2024        | Cromañón                       | Adriana                             | Elenco principal                           | Prime Video                 |

## Teatro[9]
| Las criadas                                  | Ciro Zorzoli                        |
| Estado de ira                                | Ciro Zorzoli                        |
| Un tranvía llamado deseo                     | Daniel Veronesse                    |
| Exhibición y desfile                         | Ciro Zorzoli                        |
| Mujeres de carne podrida                     | José María Muscari                  |
| Saña                                         | Paola Barrientos                    |
| 6. Cuentos putos, no cometerás actos impuros | Alejandro López                     |
| Uno en secreto                               | Ciro Zorzoli                        |
| Pornografía emocional                        | Matías Méndez y José María Muscari  |
| Marchita como el día                         | José María Muscari                  |
| Olivo                                        | Monina Bonelli                      |
| Elijo la soledad                             | Paola Barrientos                    |
| Teatro para pájaros                          | Daniel Veronese                     |
| El niño en cuestión                          | Ciro Zorzoli                        |
| Crónicas                                     | Xavier Durringer                    |
| Teo con Julia                                | Fernanda Orazi y Diego Velázquez    |
| Belleza cruda                                | Bernardo Cappa y José María Muscari |
| Grasa                                        | José María Muscari                  |
| 3EX - pieza íntima para teatro               | Moro Anghileri y Gustavo Tarrío     |
| Tarascones                                   | Ciro Zorzoli                        |

## Cine[10]
| Películas | Películas               | Películas          | Películas          |
| Año       | Película                | Personaje          | Dirección          |
| --------- | ----------------------- | ------------------ | ------------------ |
| 2014      | Ciencias naturales      | Jimena             | Matías Lucchesi    |
| 2015      | Papeles en el viento    |                    | Juan Taratuto      |
| 2017      | El peso de la ley       | Gloria Soriano     | Fernán Mirás       |
| 2018      | Amor Urgente            |                    | Diego Lublinsky    |
| 2019      | La afinadora de árboles | Clara              | Natalia Smirnoff   |
| 2020      | Crímenes de familia     | Psicóloga          | Sebastián Schindel |
| 2020      | El cuaderno de Tomy     | Paula              | Carlos Sorín       |
| 2021      | Yo nena, yo princesa    | Lic. Valeria Paván | Federico Palazzo   |
| 2022      | Oveja muerta            | Karina             | Diego Lerman       |
| 2023      | Casi muerta             | Paula              | Fernán Mirás       |

## Publicidades
| Publicidades    | Publicidades  | Publicidades | Publicidades                          | Publicidades |
| Año             | Publicidad    | Rol          | Notas                                 |              |
| --------------- | ------------- | ------------ | ------------------------------------- | ------------ |
| 2009-2017, 2025 | Banco Galicia | Claudia      | Compartió créditos con Gonzálo Suárez |              |

## Premios y nominaciones

### Premio Martín Fierro
| Año  | Premio                | Categoría         | Por                | Resultado |
| ---- | --------------------- | ----------------- | ------------------ | --------- |
| 2010 | Premios Martín Fierro | Revelación        | Contra las cuerdas | Nominada  |
| 2012 | Premios Martín Fierro | Actriz de Reparto | Graduados          | Ganadora  |

### Premios Tato
| Año  | Premio       | Categoría                           | Por       | Resultado |
| ---- | ------------ | ----------------------------------- | --------- | --------- |
| 2012 | Premios Tato | Actriz de reparto en ficción diaria | Graduados | Ganadora  |

### Premios Konex
| Año  | Premio        | Categoría        | Por               | Resultado |
| ---- | ------------- | ---------------- | ----------------- | --------- |
| 2021 | Premios Konex | Actriz de teatro | Período 2011-2020 | Ganadora  |

### Premio Cóndor de Plata
| Año  | Premio                 | Categoría                 | Por                | Resultado |
| ---- | ---------------------- | ------------------------- | ------------------ | --------- |
| 2016 | Premio Cóndor de Plata | Mejor revelación femenina | Ciencias naturales | Ganador   |